# ボールドイーグル
ボールドイーグル（Bald Eagle、1955年 - 1977年）は、アメリカ合衆国で生産されたサラブレッドの競走馬、および種牡馬。当初はイギリスで競走生活を送ったが、のちにアメリカに帰郷してから活躍し、当時の大競走ワシントンDCインターナショナルの連覇を達成した。

## 経歴
ハリー・フランク・グッゲンハイムの所有するカインホイステーブルで生まれたサラブレッドである。父はすでに評価の高まっていた大種牡馬ナスルーラ、母はエイコーンステークス勝ち馬シャーマと良血の出であった。兄弟姉妹にも活躍馬は多く、主なものにドンハンデキャップを連覇した全兄ワンナイドキング（1954年生・牡馬）などがいる。
その後イギリスへと送られ、現地で競走馬としての生活を始めた。イギリスにおいては2歳時に1戦、3歳時には6戦をこなした。ダンテステークスなどステークス競走勝ちを収め、それなりの戦果は挙げたが、2000ギニーステークスやダービーステークスといった大競走では歯が立たなかった。
ボールドイーグルが本領を発揮したのは4歳になってアメリカに移籍した後であった。移籍から3戦目のサバーバンハンデキャップで現地初勝利を挙げると、サラトガハンデキャップやギャラントフォックスハンデキャップなどに優勝し、さらに年末の大一番ワシントンDCインターナショナルで優勝を飾った。
翌年はボールドイーグル最良の年で、年明けのワイドナーハンデキャップでトラックレコードを叩きだすと、5月にはメトロポリタンハンデキャップでもレコードタイムで優勝した。ソードダンサーやオンアンドオンといった強豪馬らとぶつかり合いながら、アケダクトハンデキャップではインテンショナリーをアタマ差破って優勝している。当時の強豪馬には3歳のケルソもいたが、こちらとはジョッキークラブゴールドカップで1戦したのみで、結果は遠く離された3着とまったく歯が立たなかった。
1960年の年末、ボールドイーグルは再びワシントンDCインターナショナルに出走し、連覇を達成した。同競走を連覇したのはボールドイーグルが初めてで、1994年に廃止されるまで連覇馬は他に現れなかった。この戦績が評価され、同年のアメリカ最優秀古牡馬に選出された。

## 引退後
1960年のシーズンをもって引退し、引退後はケンタッキー州パリのクレイボーンファームで種牡馬となった。しかし送りだしたステークス競走勝ち馬は12頭と少なく、成功とは呼べない成績であった。
ボールドイーグルの産駒の中でもっとも顕著な成績を残した馬に、1969年生まれの牝馬サンサンがいる。同馬はフランスで競走馬となり、1972年にヴェルメイユ賞に優勝し、さらに同年の凱旋門賞を制した。後継の種牡馬などは出なかったが、母の父としてブリーダーズカップ・ジュヴェナイル優勝馬のカポウティを出しており、同馬を通してその血脈は現代に遺されている。
1971年にフランスへと輸出され、1977年に同地で死亡した。

## 評価

### 主な勝鞍
※当時はグレード制・グループ制ともに未導入
1957年（2歳） 1戦1勝
デュークオブエジンバラステークス
1958年（3歳） 6戦2勝
ダンテステークス、クレイヴァンステークス
1959年（4歳） 11戦4勝
サバーバンハンデキャップ、ギャラントフォックスハンデキャップ、サラトガハンデキャップ、ワシントンDCインターナショナル
2着 - アケダクトハンデキャップ、マンハッタンハンデキャップ
1960年（5歳） 11戦5勝
ガルフストリームパークハンデキャップ、メトロポリタンハンデキャップ、ワイドナーハンデキャップ、アケダクトハンデキャップ、ワシントンDCインターナショナル（連覇）
2着 - マクレナンハンデキャップ

### 年度代表馬
- 1960年 - アメリカ最優秀古牡馬

### 表彰
- 1999年 - ブラッド・ホース誌の選ぶ20世紀のアメリカ名馬100選において、第74位に選ばれる。

## 血統表
| ボールドイーグルの血統（ナスルーラ系 / Spearmint 5x5=6.25%） | ボールドイーグルの血統（ナスルーラ系 / Spearmint 5x5=6.25%） | ボールドイーグルの血統（ナスルーラ系 / Spearmint 5x5=6.25%） | （血統表の出典）    | （血統表の出典） |
| 父 Nasrullah 1940 鹿毛 イギリス                              | 父の父Nearco 1935 青鹿毛 イタリア                            | Pharos                                                       | Phalaris            | Phalaris         |
| 父 Nasrullah 1940 鹿毛 イギリス                              | 父の父Nearco 1935 青鹿毛 イタリア                            | Pharos                                                       | Scapa Flow          |                  |
| 父 Nasrullah 1940 鹿毛 イギリス                              | 父の父Nearco 1935 青鹿毛 イタリア                            | Nogara                                                       | Havresac            | Havresac         |
| 父 Nasrullah 1940 鹿毛 イギリス                              | 父の父Nearco 1935 青鹿毛 イタリア                            | Nogara                                                       | Catnip              |                  |
| 父 Nasrullah 1940 鹿毛 イギリス                              | 父の母Mumtaz Begum 1932 鹿毛 フランス                        | Blenheim                                                     | Blandford           | Blandford        |
| 父 Nasrullah 1940 鹿毛 イギリス                              | 父の母Mumtaz Begum 1932 鹿毛 フランス                        | Blenheim                                                     | Malva               |                  |
| 父 Nasrullah 1940 鹿毛 イギリス                              | 父の母Mumtaz Begum 1932 鹿毛 フランス                        | Mumtaz Mahal                                                 | The Tetrarch        | The Tetrarch     |
| 父 Nasrullah 1940 鹿毛 イギリス                              | 父の母Mumtaz Begum 1932 鹿毛 フランス                        | Mumtaz Mahal                                                 | Lady Josephine      |                  |
| 母 Siama 1947 鹿毛 アメリカ                                  | 母の父Tiger 1935 青鹿毛 アメリカ                             | Bull Dog                                                     | Teddy               | Teddy            |
| 母 Siama 1947 鹿毛 アメリカ                                  | 母の父Tiger 1935 青鹿毛 アメリカ                             | Bull Dog                                                     | Plucky Liege        |                  |
| 母 Siama 1947 鹿毛 アメリカ                                  | 母の父Tiger 1935 青鹿毛 アメリカ                             | Starless Moment                                              | North Star          | North Star       |
| 母 Siama 1947 鹿毛 アメリカ                                  | 母の父Tiger 1935 青鹿毛 アメリカ                             | Starless Moment                                              | Breathless Moment   |                  |
| 母 Siama 1947 鹿毛 アメリカ                                  | 母の母China Face 1940 鹿毛 アメリカ                          | Display                                                      | Fair Play           | Fair Play        |
| 母 Siama 1947 鹿毛 アメリカ                                  | 母の母China Face 1940 鹿毛 アメリカ                          | Display                                                      | Cicuta              |                  |
| 母 Siama 1947 鹿毛 アメリカ                                  | 母の母China Face 1940 鹿毛 アメリカ                          | Sweepilla                                                    | Sweep               | Sweep            |
| 母 Siama 1947 鹿毛 アメリカ                                  | 母の母China Face 1940 鹿毛 アメリカ                          | Sweepilla                                                    | Camilla S. F-No.4-m |                  |